# Casarones
Casarones es una localidad y pedanía española perteneciente al municipio de Rubite, en la provincia de Granada. Está situada en la parte centro-este de la comarca de la Costa Granadina. En plena costa mediterránea, cerca de esta localidad se encuentran los núcleos de Castillo de Baños de Arriba, El Lance, La Guapa, Castillo de Baños de Abajo, Haza del Trigo, La Mamola y Castell de Ferro.
La zona de Casarones y alrededores constituye el principal centro turístico y vacacional del municipio. La playa de Casarones, que toma su nombre por el pueblo, es el epicentro de la localidad.

## Geografía humana

### Demografía
Según el Instituto Nacional de Estadística de España, en el año 2022 Casarones contaba con 92 habitantes censados, lo que representa el 22,83% de la población total del municipio.
Evolución de la población
| Gráfica de evolución demográfica de Casarones entre 2012 y 2022 |
|                                                                 |
| Datos según el nomenclátor publicado por el INE.                |

## Comunicaciones

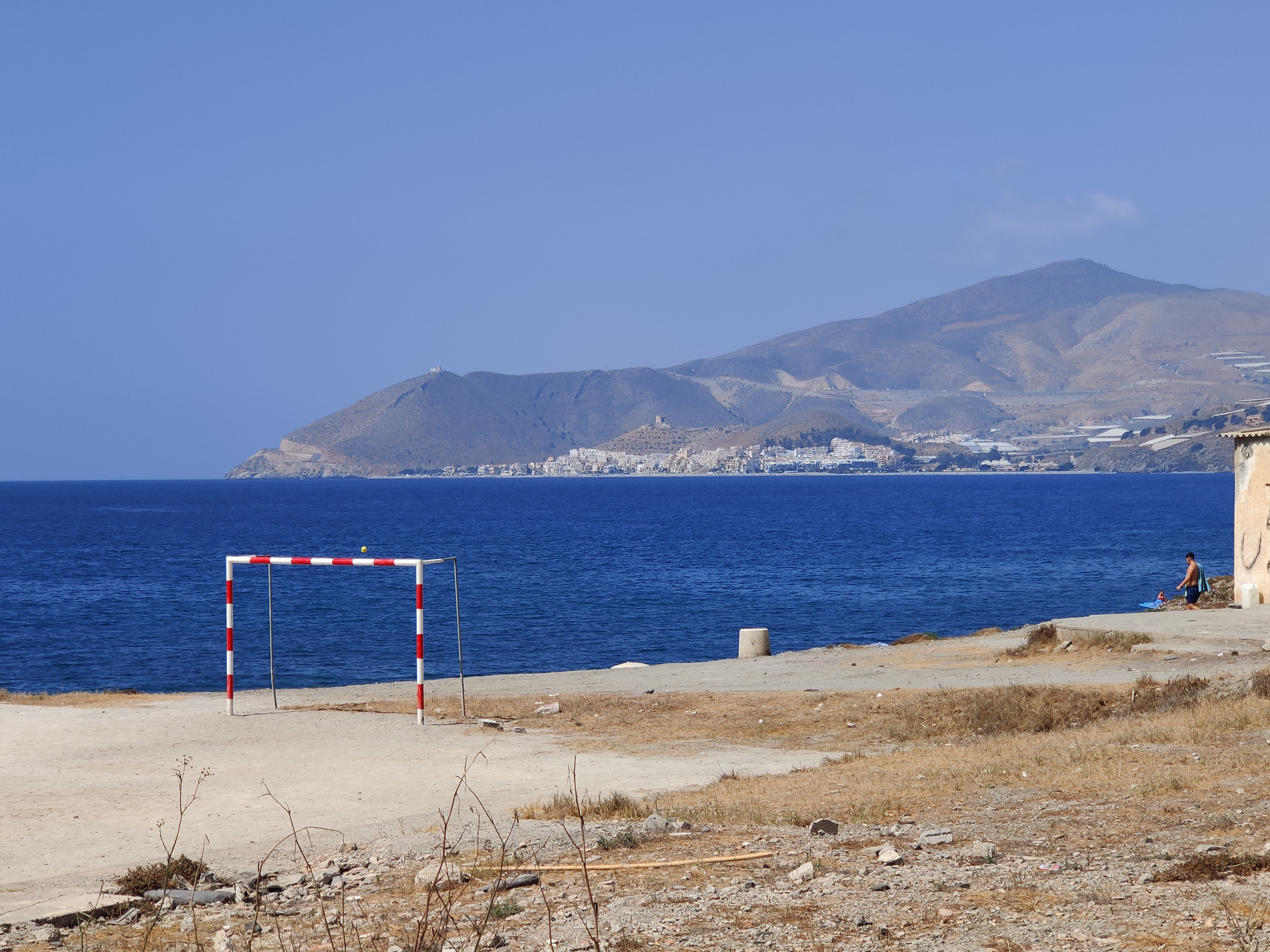
Portería de un campo de futbito en Casarones. Castell de Ferro y el Faro de la Torre de la Instancia de fondo.

### Carreteras
Las principales vías de comunicación que transcurren junto a esta localidad son:
| Identificador | Denominación               | Itinerario                           |
| ------------- | -------------------------- | ------------------------------------ |
| A-7           | Autovía del Mediterráneo   | Algeciras - Barcelona                |
| N-340A        | Carretera del Mediterráneo | Castell de Ferro - Castillo de Baños |

Algunas distancias entre Casarones y otras ciudades:
| Ciudades | Distancia (km) |
| -------- | -------------- |
| Rubite   | 20             |
| Motril   | 27             |
| Granada  | 84             |
| Almería  | 85             |
| Jaén     | 176            |
| Murcia   | 303            |

## Cultura

### Fiestas
Casarones celebra cada año sus fiestas populares el tercer fin de semana de julio en honor a San Antonio de Padua, patrón de la pedanía.